# شتيفان سكومال
شتيفان سكومال (بالألمانية: Stefan Skoumal)‏ (مواليد 29 نوفمبر 1983) هو لاعب كرة قدم. يلعب مع منتخب ألمانيا لكرة القدم. سبق له أن لعب في كأس العالم لكرة القدم مع منتخب بلاده.

## روابط خارجية
- شتيفان سكومال على موقع الاتحاد الدولي (مؤرشف)  (الإنجليزية)
- شتيفان سكومال على موقع قاعدة بيانات كرة القدم.إي يو (الإنجليزية)
- شتيفان سكومال على موقع ناشيونال فوتبول تيمز (الإنجليزية)
- شتيفان سكومال على موقع Soccerway.com (الإنجليزية)
- شتيفان سكومال على موقع عالم كرة القدم.نت (الإنجليزية)